# 미스 함무라비 (드라마)
《미스 함무라비》는 JTBC에서 2018년 5월 21일부터 2018년 7월 16일까지 방영한 월화 드라마로, 문유석 판사의 동명소설이 원작이다.

## 줄거리
‘강한 자에게 강하고 약한 자에게 약한 법원’을 꿈꾸는 이상주의 열혈 초임 판사 박차오름과 섣부른 선의보다 원리원칙이 최우선인 초엘리트 판사 임바른, 그리고 세상의 무게를 아는 현실주의 부장 판사 한세상, 이렇게 달라도 너무 다른 세 명의 재판부가 펼치는 생활 밀착형 법정 드라마이다.

## 등장인물

### 주요 인물
- 고아라 : 박차오름 역 (아역 : 하루비) - 초임 판사, 서울중앙지법 민사 제44부 좌배석판사
- 김명수 : 임바른 역 - 초엘리트 판사, 서울중앙지법 민사 제44부 우배석판사
- 성동일 : 한세상 역 - 서울중앙지법 민사 제44부 부장 판사
- 류덕환 : 정보왕 역 - 마당발 판사, 서울중앙지법 민사 제43부 우배석판사
- 이엘리야 : 이도연 역 - 속기실무관, 서울중앙지법 민사 제44부
- 이태성 : 민용준 역 - 재벌 2세, NJ그룹 후계자

### 서울중앙지법 수뇌부
- 안내상 : 수석부장 역 - 서울중앙지법 민사
- 차순배 : 성공충 역 - 서울중앙지법 민사 제49부 부장판사
- 이원종 : 배곤대 역 - 서울중앙지법 민사 제43부 부장판사 (특별출연)
- 김홍파 : 법원장 역 (특별출연)

### 서울중앙지법 민사 제44부 직원들
- 이철민 : 맹사성 역 - 참여관
- 염지영 : 윤지영 역 - 실무관
- 이예은 : 이단디 역 - 법원경위

### 주변 인물
- 김영옥 : 박차오름의 외할머니 역 - 시장에서 작은 포목점을 운영
- 박순천 : 임바른의 어머니 역 (특별출연)

### 그 외 인물
- 고인범 : 임바른의 아버지 역
- 김정학 : 권세중 부장판사 역
- 김병춘 : 한말동 변호사 역
- 송대선 : 우갑철(영장전담부장) 역
- 김서하 : 김명국 의원 역
- 방준호 : 김대표 역
- 차수연 : 홍은지 판사 역
- 남태부 : 김동훈 판사 역
- 공라희 : 김다인 역
- 윤주빈 : 판사 역
- 이재우 : 천성훈 판사 역
- 손지윤 : 이명호 부인 역
- 하회정 : 민사 제43부 실무관 역
- 육소영 : 임바른 맞선녀1 역
- 박건 : 서형철 검사 역
- 박승태 : 의료과실 사건 피해자의 어머니 역
- 유혜인 : 김유정 역
- 전진기 : 감성우 부장판사 역
- 홍희원 : 구진태 변호사 역
- 김소라 : 임바른 맞선녀 2 역
- 남현주 : 임바른 맞선녀 3의 어머니 역
- 리민 : 지하철 성추행범 역
- 나광훈 : 다단계 사기꾼 역
- 유형관 : 황말동 변호사 역
- 황윤걸 : 김명국 국회의원 역
- 나석민 : 민용준 경호원 역
- 차수현
- 안준우
- 박건아
- 김서하
- 이유미 : 성추행 피해자 인턴 역
- 최광일
- 배도환
- 박규림
- 최가인 : 한세상 마나님 역
- 최종률
- 유인혁
- 이현석
- 이주석
- 한지우
- 장용복
- 조재룡
- 고서희
- 최재웅
- 김상욱
- 김희열
- 조유정
- 엄태우
- 김욱 : 이가온 역
- 정종우
- 김주령
- 안종민
- 신윤섭
- 원춘규
- 이효비 : 정아름 역 - 교회 막내딸

### 특별출연
- 이정은 : 커플 매니저 역
- 조성하
- 김영옥 : 박차오름 할머니 역
- 김지성 : 규수 역

## 촬영지
- 정독도서관
- 상동호수공원
- 천호신시장
- 덕수궁 돌담길

## 시청률
최저 시청률과 최고 시청률은 시청률 조사회사와 지역별로 시청률에 차이가 있을 수 있습니다.
| 2018년 | 2018년   | 2018년     | 2018년      |
| 회차   | 방송일   | AGB 시청률 | TNmS 시청률 |
| ------ | -------- | ---------- | ----------- |
| 제1회  | 5월 21일 | 3.739%     | 3.7%        |
| 제2회  | 5월 22일 | 4.553%     | 4.8%        |
| 제3회  | 5월 28일 | 5.045%     | 4.9%        |
| 제4회  | 5월 29일 | 4.924%     | 4.1%        |
| 제5회  | 6월 4일  | 4.735%     | 4.8%        |
| 제6회  | 6월 5일  | 5.083%     | 5.2%        |
| 제7회  | 6월 12일 | 4.475%     | 4.4%        |
| 제8회  | 6월 18일 | 4.523%     | 4.7%        |
| 제9회  | 6월 19일 | 4.495%     | 4.6%        |
| 제10회 | 6월 25일 | 3.838%     | 4.0%        |
| 제11회 | 6월 26일 | 3.867%     | 4.1%        |
| 제12회 | 7월 2일  | 3.763%     | 3.9%        |
| 제13회 | 7월 3일  | 3.438%     | 3.3%        |
| 제14회 | 7월 9일  | 4.121%     | 4.2%        |
| 제15회 | 7월 10일 | 4.490%     | 4.5%        |
| 제16회 | 7월 16일 | 5.333%     | 5.6%        |

## 결방 사유
- 2018년 6월 11일 : 2018년 북미정상회담 뉴스특보 방송으로 인해 결방.

## 같이 보기
- 미스 함무라비 - 원작 소설
- 대한민국의 텔레비전 드라마 목록 (ㅁ)
- 2018년 대한민국의 텔레비전 드라마 목록